# Feiertage in Luxemburg
Feiertage in Luxemburg sind im Arbeitsgesetz Art. 232 Abs. 2 festgelegt.

## Gesetzliche Feiertage
Die elf gesetzlichen Feiertage in Luxemburg gelten landesweit einheitlich. Wie in den meisten europäischen Staaten werden die kirchlichen Feiertage Ostersonntag und Pfingstsonntag nicht als gesetzliche Feiertage geführt, da sie zwangsläufig auf einen Sonntag fallen.
| Feiertag                            | Datum               |
| ----------------------------------- | ------------------- |
| Neujahr                             | 1. Januar           |
| Ostermontag                         | Montag nach Ostern  |
| Tag der Arbeit                      | 1. Mai              |
| Europatag                           | 9. Mai              |
| Christi Himmelfahrt                 | 39 Tage nach Ostern |
| Pfingstmontag                       | 50 Tage nach Ostern |
| Nationalfeiertag                    | 23. Juni            |
| Mariä Himmelfahrt                   | 15. August          |
| Allerheiligen                       | 1. November         |
| 1. Weihnachtsfeiertag               | 25. Dezember        |
| 2. Weihnachtsfeiertag (Stephanstag) | 26. Dezember        |

Fällt ein gesetzlicher Feiertag auf ein Wochenende, erhalten die Arbeitnehmer hierfür einen zusätzlichen Urlaubstag.

## Weitere Feiertage
- Pfingstdienstag (51 Tage nach Ostern) ist ein regionaler Feiertag in Echternach.
- Karfreitag ist ein Bankfeiertag, aber kein gesetzlicher Feiertag.